# Abtei Weingarten
Das Kloster Weingarten  (lat. Abbatia Vinea vel Abbatia Winigartensis) ist eine ehemalige Abtei der Benediktiner (Patronat: Hl. Martin von Tours und Hl. Oswald von Northumbria) auf dem Martinsberg in der bis 1865 „Altdorf“ genannten, heute nach dem Kloster benannten Stadt Weingarten im Südosten Baden-Württembergs. Das ehemalige Hauskloster der Welfen bestand von 1056 bis zur Aufhebung durch die Säkularisation im Jahr 1803.
Zwischen 1868 und 1919 dienten weite Teile des Klosterareals als Schlosskaserne für das württembergische Militär.
Im Jahr 1922 wurde die Abtei wiederbesiedelt und gehörte der Beuroner Kongregation an. Im Herbst 2010 verließen die letzten Mönche das Kloster. Da die kirchenrechtliche Aufhebung einer juristischen Person in der Regel erst 100 Jahre nach dem Tod des letzten Mitglieds eintritt, wird die Abtei formal unter der Administration des Abtpräses der Beuroner Kongregation weitergeführt.

## Geschichte

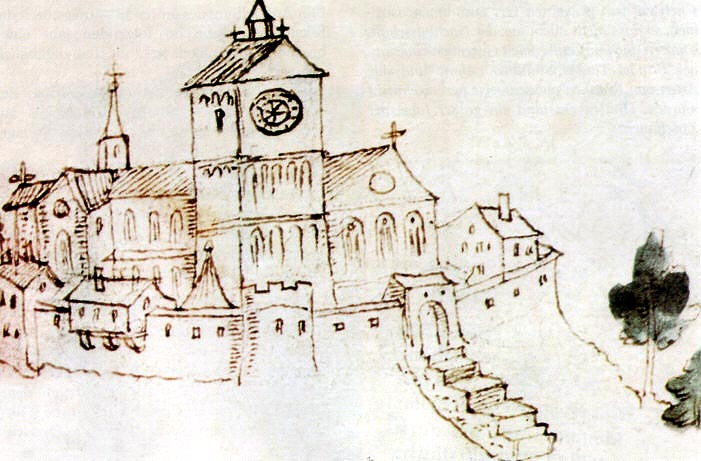
Kloster Weingarten um 1500, aus der „Bauernkriegs-Chronik“ des Klosters Weißenau von Jacob Murer, 1525

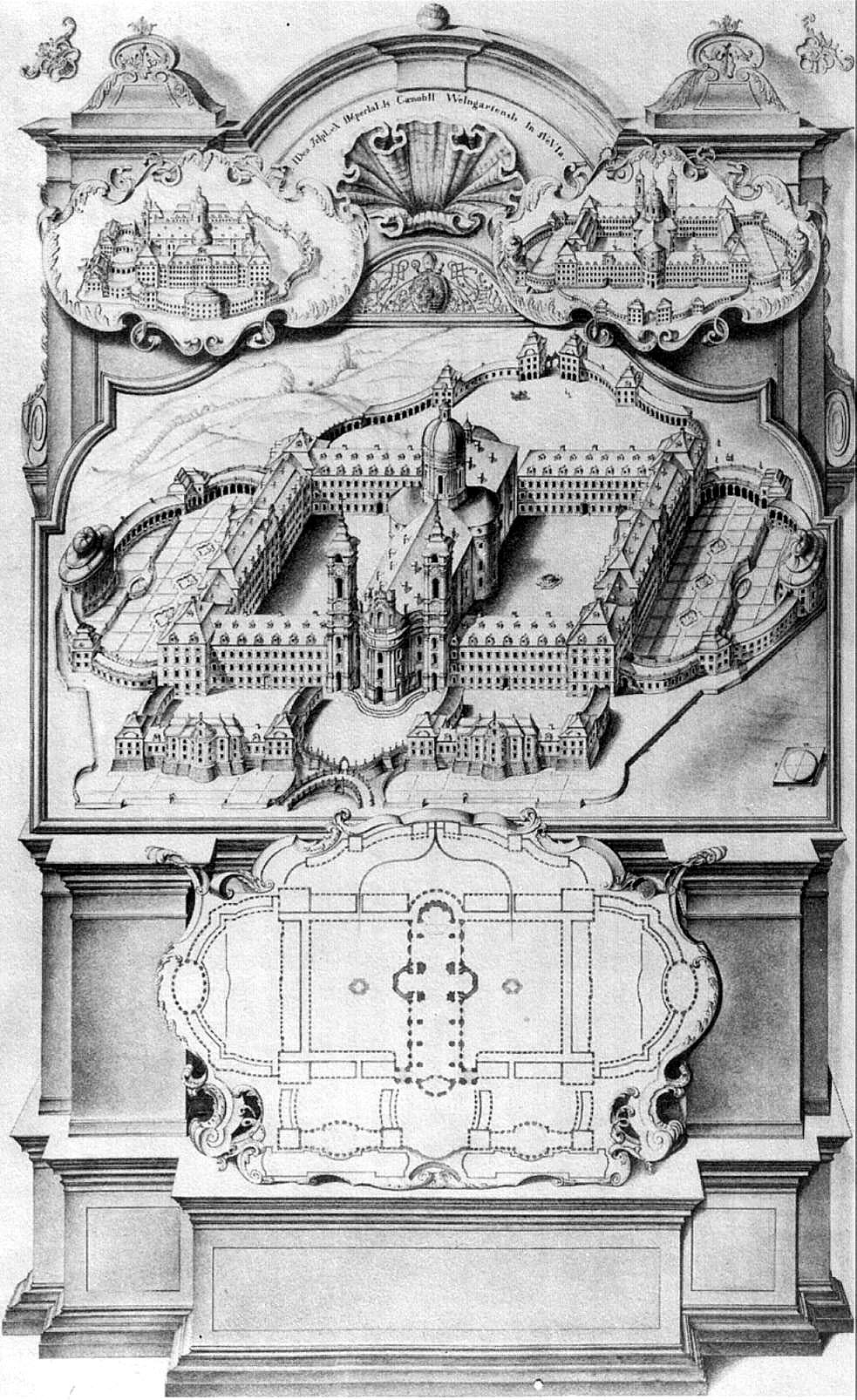
Barocker Idealplan des Klosters Weingarten aus dem 18. Jahrhundert, vermutlich 1723

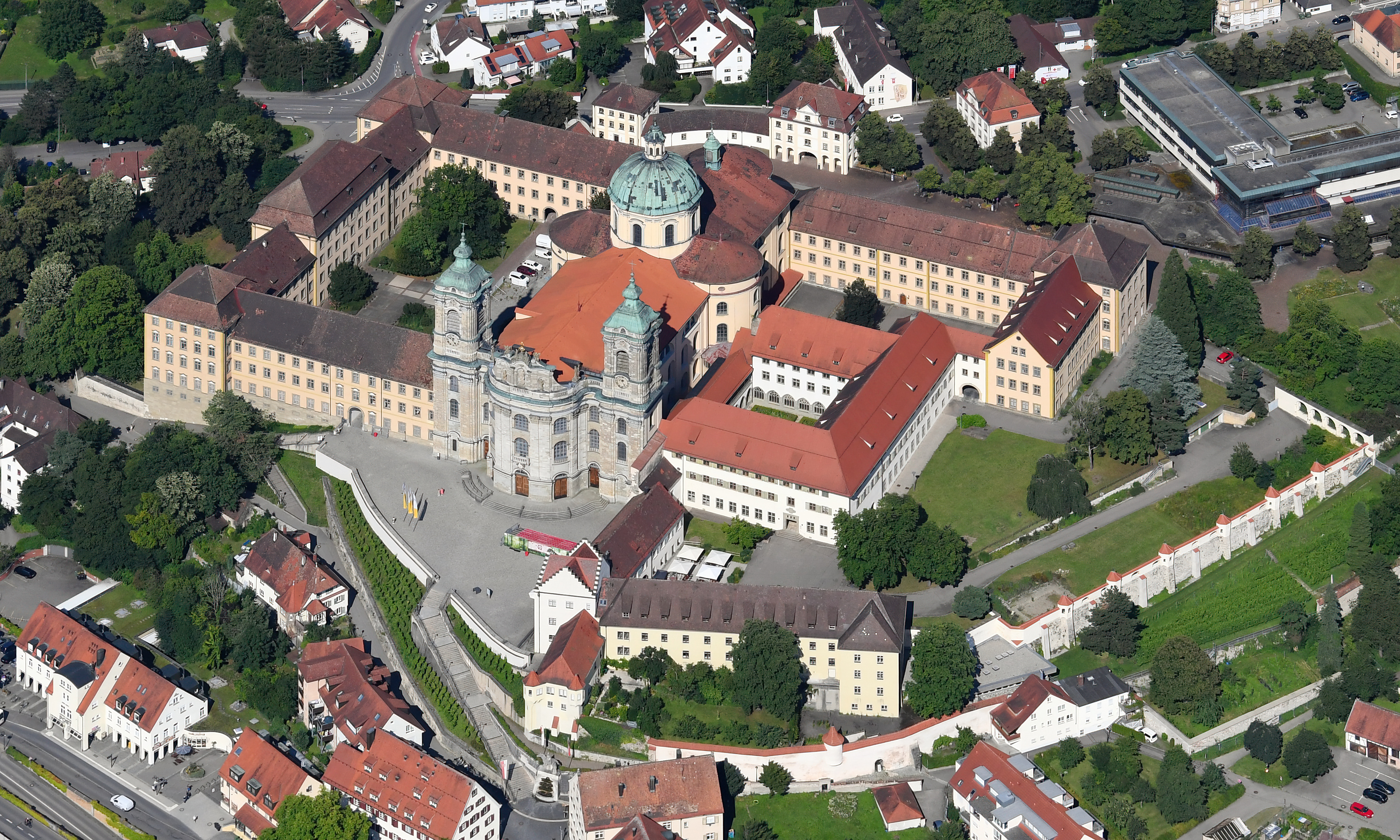
Die Basilika St. Martin in Weingarten, 2024

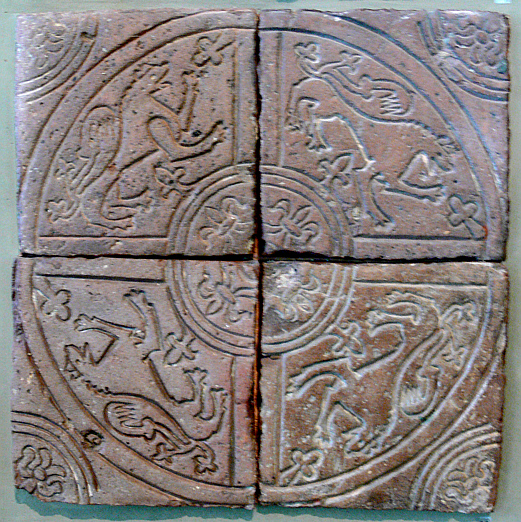
Mittelalterliche Bodenfliesen aus dem Kloster Weingarten; Landesmuseum Württemberg, Stuttgart

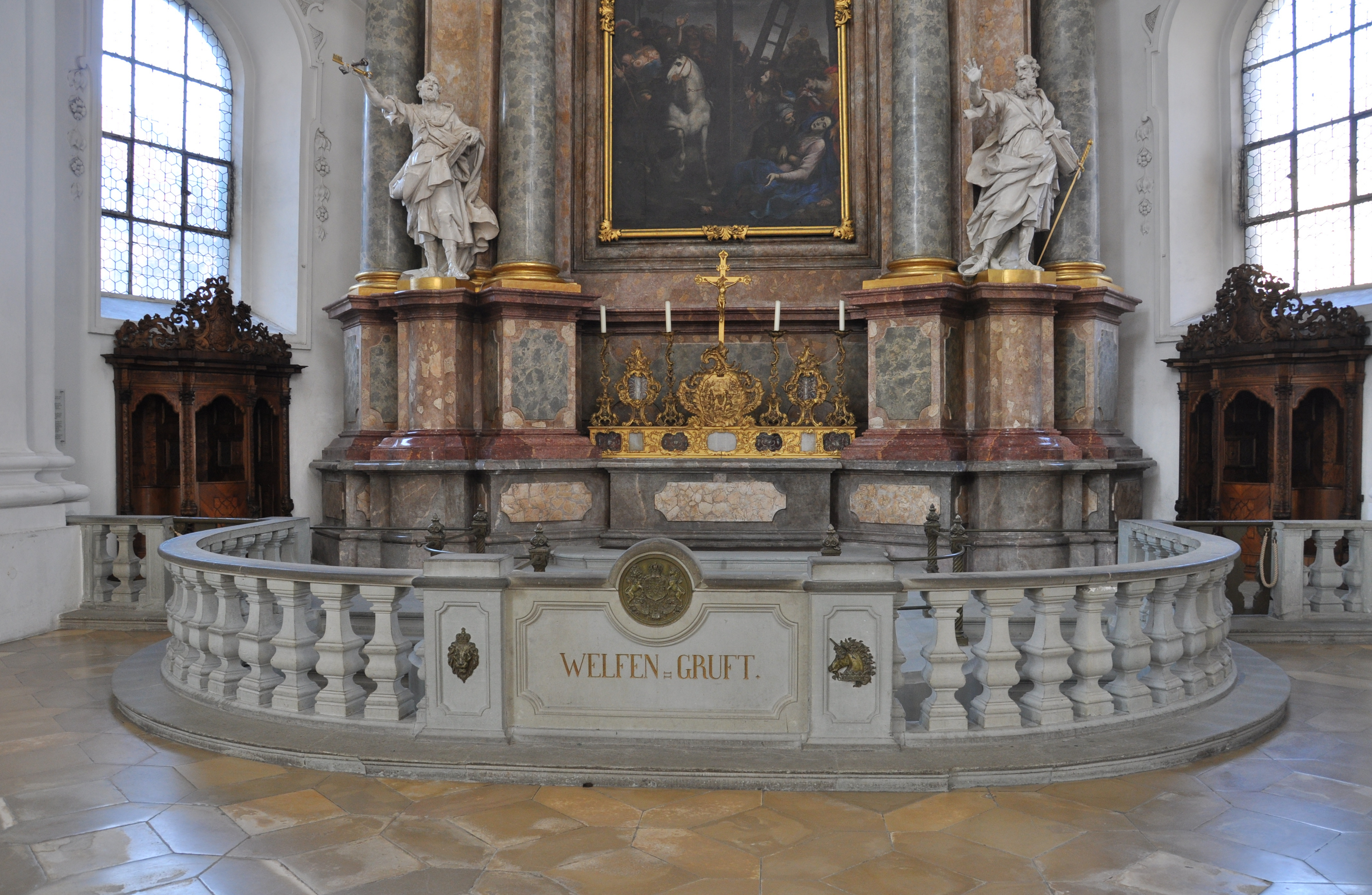
Welfen-Gruft

### Das erste Kloster
Im Jahr 1056 gründete Welf IV. auf dem Martinsberg ein Benediktinerkloster, das mit Mönchen aus Altomünster besiedelt wurde. Die Nonnen aus dem um 935 gegründeten und 1053 abgebrannten Kloster Altdorf besiedelten im Gegenzug 1055 das Kloster Altomünster.
Die heutige Abteikirche St. Martin ersetzte um 1720 einen romanischen Vorgängerbau, der 1056 von Welf IV. als Grablege der Welfen gestiftet worden war. Kirche und Kloster stehen an der Stelle einer auf das 10. Jahrhundert zurückgehenden Pfalz auf dem Martinsberg und wurden mit dem Grundbesitz dieser ursprünglichen Stammburg der schwäbischen Welfen ausgestattet. Diese war ihrerseits an der Stelle eines alamannischen Herrensitzes entstanden, der sich neben einem germanischen Heiligtum befand. Die aus dem Kerngebiet des Fränkischen Reichs im Maas/Mosel-Raum eingewanderten Welfen weihten die Kirche dem fränkischen Nationalheiligen Martin von Tours.
1090 wurde der Abtei von Judith, der Gattin Welfs IV., die Heilig-Blut-Reliquie geschenkt. Diese Reliquie besteht aus Erde des Berges Golgota, die mit Jesu Blut getränkt sein soll. In der Folgezeit machten viele Menschen Stiftungen an das Kloster, um damit die Reliquie zu ehren, darunter Land und ganze Dörfer samt ihren Einwohnern. Eine der ersten urkundlichen Erwähnungen ist die Schenkungsurkunde von Judith und Welf IV., die die Übertragung des Fleckens Berg an das Kloster Weingarten beinhaltet.
Nach 1088 erlangte das Kloster durch die Verbindung mit der Hirsauer Reform eine erste Blütephase und 1094 das Recht auf die freie Abtswahl. Der Name „Weingarten“ ist um 1123 urkundlich belegt. Zwischen 1124 und 1182 erfolgte der Neubau des Klosters und einer 86 Meter langen romanischen Abteikirche. Zugleich erlangte die Weingartener Klosterschule Bedeutung, ebenso das Kunsthandwerk, die Bibliothek, das Skriptorium, besonders aber die Buchmalerei. Ihr berühmtestes Werk ist das Sakramentar des Abtes Berthold aus dem ersten Viertel des 13. Jahrhunderts, das sich heute in der Pierpont Morgan Library in New York befindet.
Das Kloster war Grablege und Hauskloster der Welfen. Zwölf Angehörige der älteren, schwäbischen Welfenlinie, die zwischen 990 und 1126 verstorben sind, liegen in der Welfengruft in der heutigen Basilika bestattet, darunter Welf II., Welf III., Welf IV., Welf V. und Heinrich der Schwarze. Zwischen 1169 und 1177 verfasste der Mönch von Weingarten hier seine Geschichte der Welfen.
1178 verkaufte Welf VI. sein Erbe nördlich der Alpen an Kaiser Friedrich I. Barbarossa; damit gelangte auch das Kloster 1179 oder 1190 in staufischen Besitz und deren Vogtei. Das Kloster wurde 1274 zur Reichsabtei erhoben und von König Rudolf von Habsburg bestätigt.
Abt Johannes Blarer (1418–1437) gelang im frühen 15. Jahrhundert eine innere Reform des Konventes und der Bau eines Bibliothekssaales. 1477 bis 1487 wurde die Klosterkirche nach einem Brand umgebaut. 1499 besetzte Österreich vorübergehend die Abtei. Abt Gerwig Blarer (1520–1567) konnte aber 1533 die Reichsunmittelbarkeit von Österreich erlangen. Der Abt des Klosters war seit 1555 einer der festgeschriebenen Vertreter bei einem Ordentlichen Reichsdeputationstag.
Unter Abt Georg Wegelin (1587–1627), dem „zweiten Gründer“, gelang die dauerhafte Restaurierung des Ordenslebens in Weingarten. Die Abtei war in seinem Abbatiat maßgeblich an der Gründung der Oberschwäbischen Benediktinerkongregation im Jahr 1603 beteiligt. Nach dem Dreißigjährigen Krieg unterhielt Weingarten enge Beziehungen zur Salzburger Benediktineruniversität. Äbte des Klosters wirkten in Salzburg als Präsides, Professoren und Assistenten. Einer der bedeutendsten Gelehrten Weingartens war der Benediktiner Gabriel Bucelinus. Er erhielt 1671 die päpstliche Erlaubnis zur Gründung der Weingartener Bruderschaft des Hl. Blutes.
Das Kloster war durch seinen großen Landbesitz von zuletzt 306 km² mit etwa 11.000 Einwohnern, der sich vom Allgäu bis zum mittleren Bodensee und dem Alpenraum erstreckte und viele Wälder und Weingüter (insbesondere im Burggrafenamt) umfasste, eines der reichsten Klöster in Süddeutschland.

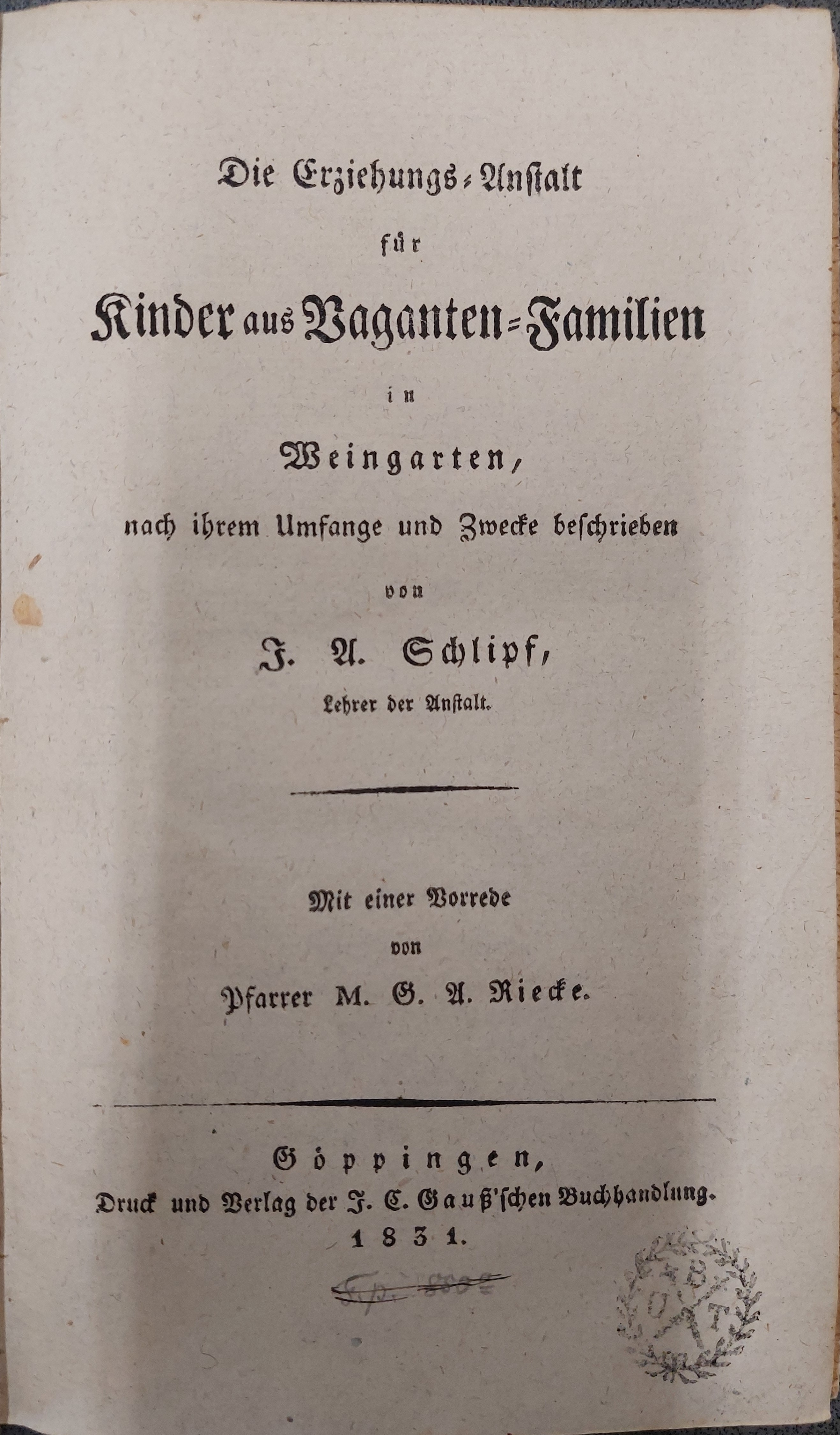
Johann Adam Schlipf als Schulleiter in Weingarten (1831)

Unter Abt Sebastian Hyller (1697–1730) wurde die 1124–1182 erbaute romanische Klosterkirche ab 1715 größtenteils abgerissen; an ihrer Stelle errichtete Franz Beer in den Jahren 1715–1724 eine große, reich ausgestattete, barocke Abteikirche. Diese erhielt später von Papst Pius XII. im Jahr 1956 den päpstlichen Ehrentitel Basilika (genauer: Basilica minor). Sie sollte inmitten einer idealtypischen Klosteranlage stehen, die ab 1727 erbaut wurde. Der Idealplan des Klosters wurde jedoch nur teilweise in die Wirklichkeit umgesetzt.
Im Zuge der Säkularisation wurden Kloster und Reichsabtei 1802 aufgelöst und zunächst Besitz des Hauses Oranien-Nassau, mit der Rheinbundakte 1806 dann Teil des Königreichs Württemberg. Die Klostergebäude wurden unter anderem als Fabrik, als Waisenhaus und von 1886 bis 1921 als Kaserne genutzt, unter dem Namen Schlossbaukaserne.

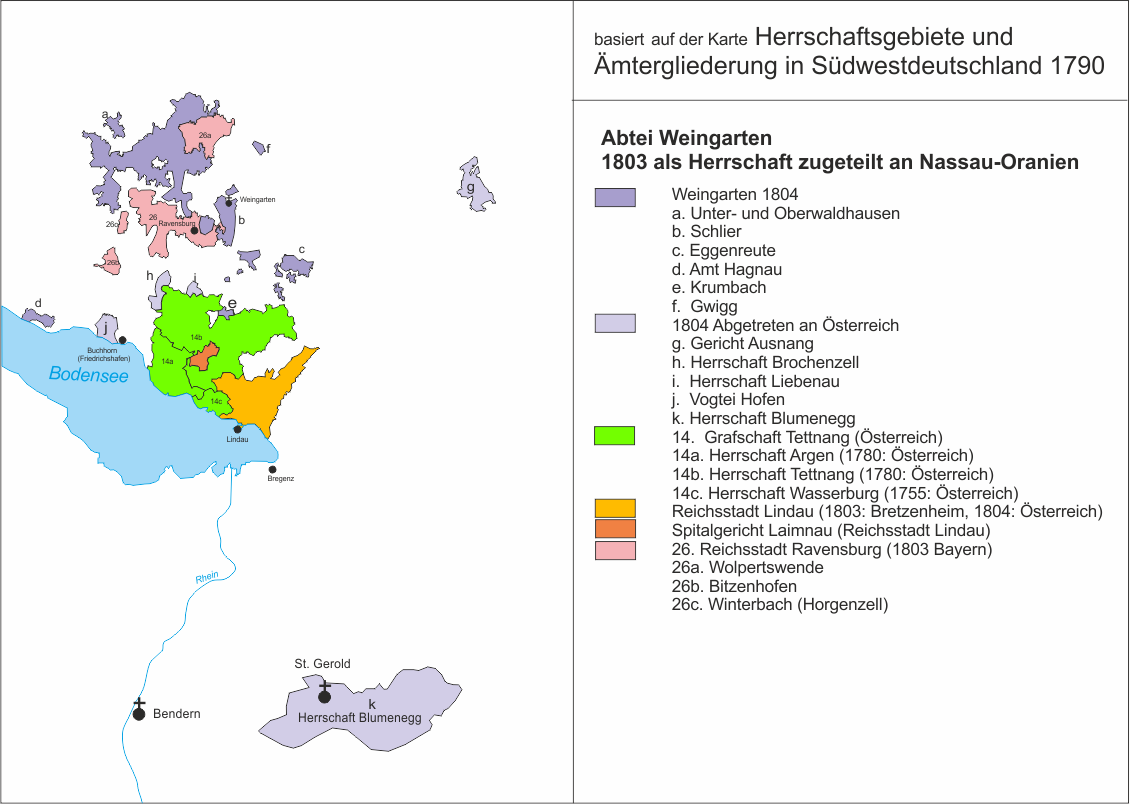
Gebiet der Abtei Weingarten und einige Gebiete in der Nähe

### Neugründung 1922
1922 wurde Weingarten von Benediktinern aus der Erzabtei Beuron und der von Beuron gegründeten Abtei in Erdington (heute Stadtteil von Birmingham, England) wiederbesiedelt. Im Jahr 1936 lebten in Weingarten 160 Mönche, so viele wie nie zuvor. 1940 wurden die Mönche von den Nationalsozialisten vertrieben; nach Kriegsende konnten die Benediktiner nach Weingarten zurückkehren; 25 der zur Wehrmacht eingezogenen Mönche waren gefallen. In den 1960er Jahren lebten wieder knapp 70 Mönche im Kloster.
Bereits 1922 begannen die Mönche mit der Anlage einer naturhistorischen und völkerkundlichen Sammlung, die teilweise in den Klostergebäuden und in der Klausur untergebracht war. Bis in die 1980er Jahre wurde die Sammlung stetig erweitert und umfasste schließlich über 20.000 Stücke aus den Bereichen Mineralogie, Paläontologie, Archäologie, Völkerkunde und Zoologie. Nach der Auflösung des Klosters wurde die Sammlung in die Obhut des Museums Auberlehaus in Trossingen gegeben, wo Teile der Sammlung ständig zugänglich sind, der überwiegende Teil ist magaziniert und steht interessierten Laien und Wissenschaftlern sowie für Sonderausstellungen zur Verfügung.
1982 übernahm Lukas Weichenrieder das Amt des Abtes. 23 Mönche schieden während dessen Amtsjahre aus dem Kloster aus. Einige hatten bereits seit zehn bis 20 Jahren dort gelebt.
Neben dem feierlichen Gotteslob zählten zu den Aufgaben der Abtei die Seelsorge in der Klosterpfarrei St. Martin, die Wallfahrt zum kostbaren Blut, die geistliche Betreuung der Klostergäste sowie die Ökumene mit den Ostkirchen.
Weingarten war lange Zeit ein Kloster mit zwei kirchlichen Traditionen („Riten“): Ein Teil der Mönche feierte nach dem römischen, ein anderer Teil nach dem byzantinischen Ritus.
2004 trat Abt Lukas Weichenrieder vermutlich wegen interner Streitigkeiten nach 22 Jahren von seinem Amt zurück und verließ das Kloster vorübergehend. In der Folgezeit wurde das Kloster von dem Beuroner Erzabt Theodor Hogg als Abt-Administrator geleitet, der im November 2004 Pater Martin Rieger zum Prior des Klosters ernannte. Im November 2005 trat dieser überraschend aufgrund „persönlicher Gründe“ von seiner Stelle als Pfarrer der Weingartener Basilikagemeinde St. Martin und seinem Amt als Prior zurück. Auch bat Rieger um Entbindung von seinen Mönchsgelübden, um außerhalb des Benediktinerordens eine katholische Pfarrei zu übernehmen. Zum neuen Prior wurde Pater Pirmin Meyer ernannt. 2007 wurde Pater Basilius Sandner aus der Abtei Maria Laach zum so genannten Prior-Administrator gewählt, er hatte damit alle Rechte und Pflichten eines Abtes, jedoch nicht die Benediktion.
Ende September 2009 wurde bekannt, dass das Benediktinerkloster Weingarten geschlossen werden sollte. In dem Kloster lebten zu dieser Zeit nur noch vier Mönche, von denen Pater Anselm Günthör als ältester bereits 98 Jahre alt war. Versuche, neue Benediktiner zu gewinnen, scheiterten. Die Diözese Rottenburg-Stuttgart trat als Nachfolgerin der Abtei Weingarten in den Mietvertrag mit dem Land Baden-Württemberg ein. Am 16. Oktober 2010 verließen die Benediktiner das Kloster.

### Nutzung der ehemaligen Klostergebäude
Kloster und Kirche sind eine Hauptsehenswürdigkeit der Oberschwäbischen Barockstraße. Ein Flügel der Abteianlage (mit Kreuzgang) beherbergte von 1922 bis 2010 das neu besiedelte Benediktinerkloster Weingarten. Andere Teile der ehemaligen Klosteranlage werden von der Pädagogischen Hochschule Weingarten und der Akademie der Diözese Rottenburg-Stuttgart genutzt. Die Höfe des Klosters waren 2000–2014 jeweils im Sommer Schauplatz von Open-Air-Aufführungen der Klosterfestspiele Weingarten. Die ehemalige Klausur des Klosters dient  seit 2013 als Flüchtlingsunterkunft. Allerdings bietet der aktuelle Zustand (Ende 2023) keine Möglichkeiten der weiteren Nutzung.

## Weitere Spuren des Klosters in der Stadt Weingarten
Zu den Spuren, die das Kloster Weingarten in der Stadt hinterlassen hat, zählen
- der Rösslerhof, auf dem Gebiet der Gemarkung Unterankenreute (Gemeinde Schlier), ursprünglich zur Versorgung des Klosters angelegt und vom 13. Jahrhundert bis 1806 sowie von 1922 bis 2009 im Besitz des Klosters Weingarten[19][20]
- das Hofgut Nessenreben, auf einer Anhöhe im Altdorfer Wald gelegen
- der zwischen dem Rößlerweiher und der Stadt Weingarten angelegte „Stille Bach“, der verschiedene Mühlen betrieb
- die Klosterapotheke in der Karlstraße[21]

## Klosteranlage mit Basilika
Der Gesamtkomplex auf dem Martinsberg in Weingarten steht heute im Eigentum des Landes Baden-Württemberg.

### Basilika

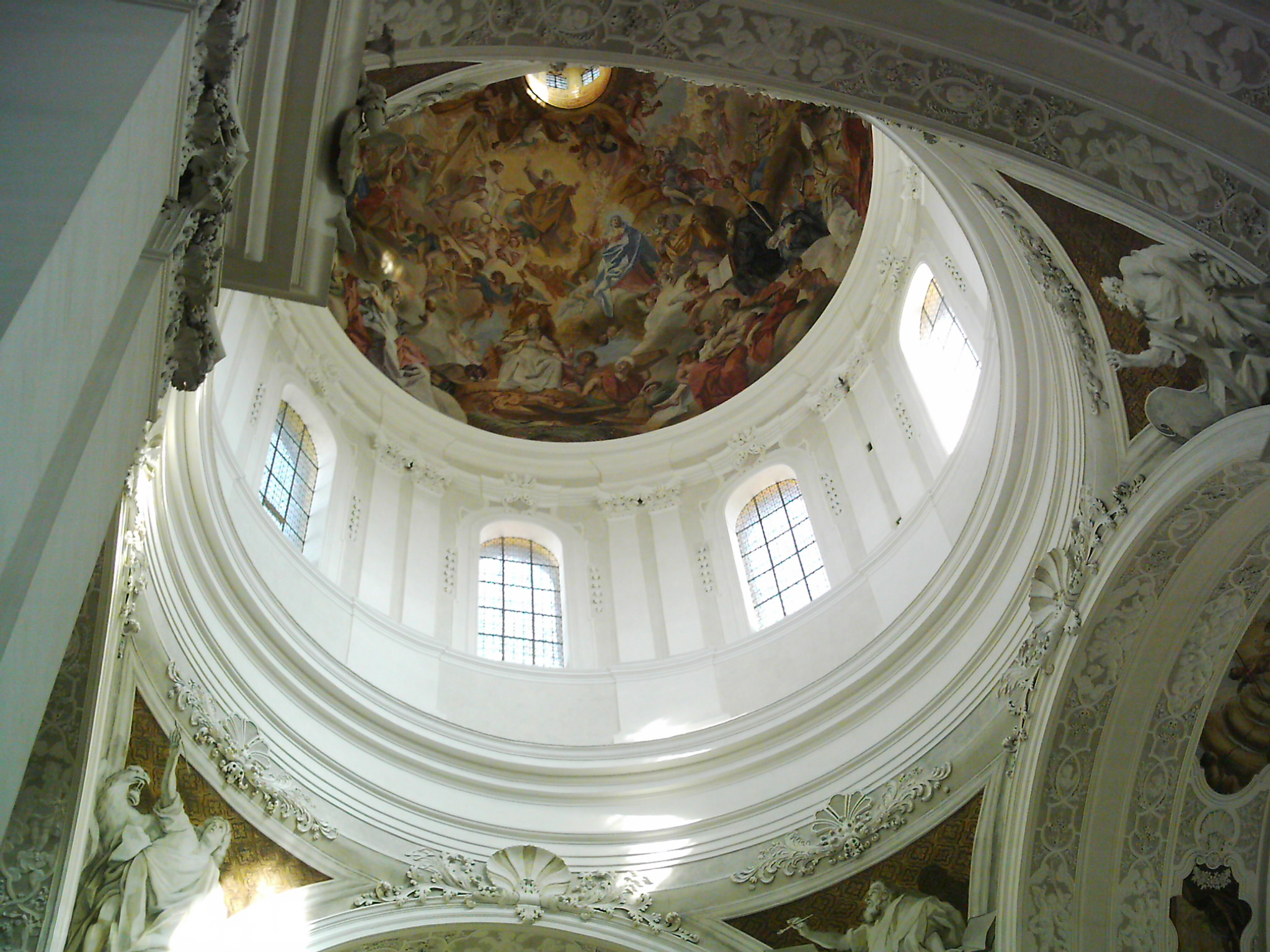
Kuppel von St. Martin

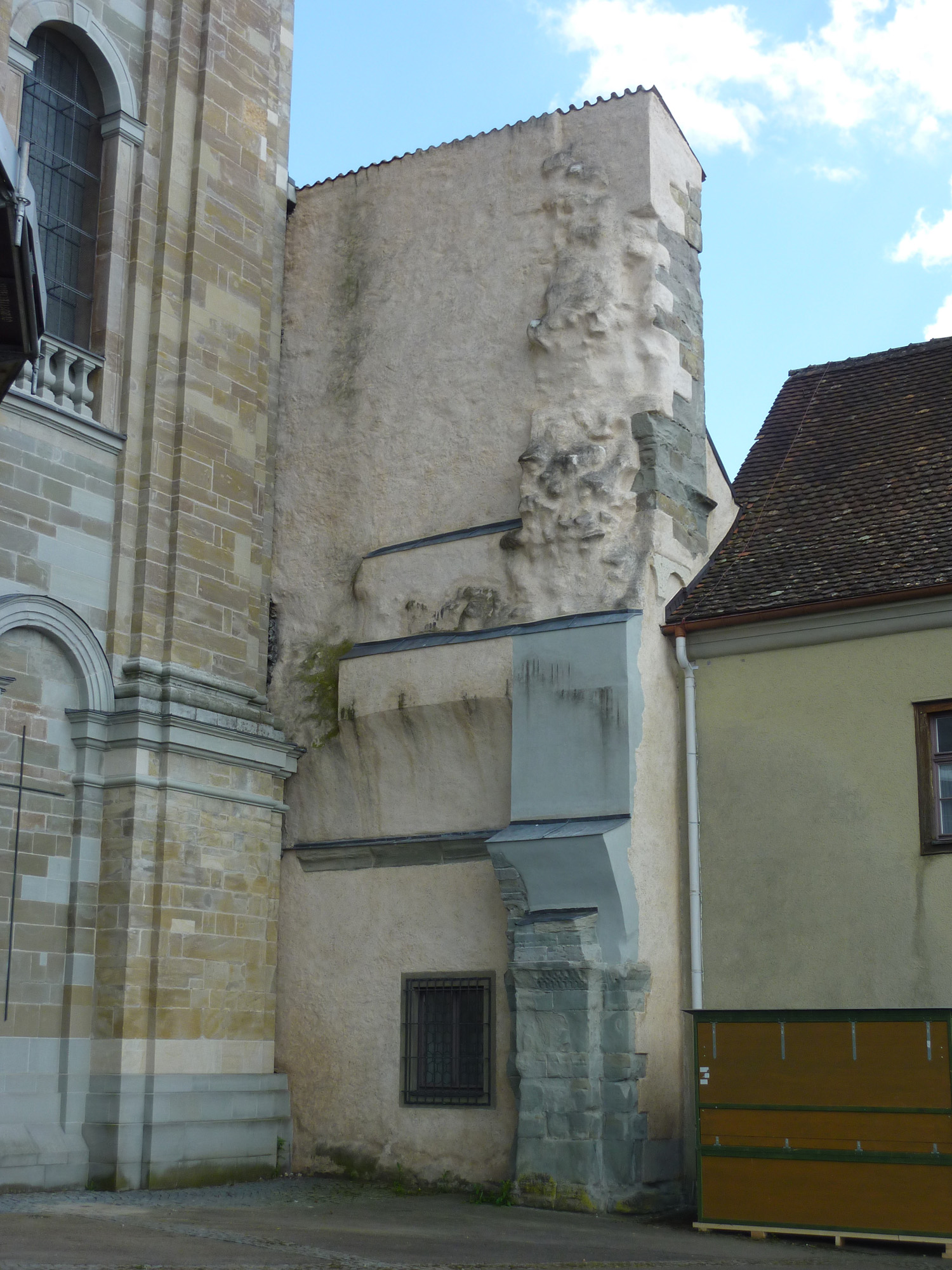
Rest der romanischen Vorgängerkirche auf dem Münstervorplatz

Die Basilika St. Martin ist mit 102 Meter die längste Barockkirche Deutschlands, aber auch eine der raumstärksten und monumentalsten. Sie wurde dem Petersdom im Maßstab 1:2 nachempfunden. Der Kirchenbau sollte nur der glanzvolle Auftakt der Weingartener Bautätigkeit sein. Nach den Vorstellungen von Abt und Konvent, die sich im Idealplan von 1723 niederschlugen, sollten auch die Hofgebäude (südlich der Kirche) erneuert werden.
Schon 1727, kaum zweieinhalb Jahre nach der Kirchweihe, begann Abt Hyller mit dem Bau des Gebäudegevierts nördlich der Kirche (Hofbau). Baumeister war Joseph Schmuzer (1683–1752). Zuerst wurde der Osttrakt erstellt. Als man aber 1728 mit dem Nordtrakt beginnen wollte, erhob die Innsbrucker Regierung auf Anzeige des Landvogts Einspruch, sie behauptete, der Neubau verlasse das Klostergebiet und beeinträchtige die via regia (Reichsstraße).
Am 27. April 1728 erfolgte ein Bauverbot. Infolgedessen baute man im Süden der Kirche weiter und vollendete 1732 den Ostflügel (Seminarbau, heute: Akademie).
Die anhaltende Bautätigkeit stürzte das Kloster in Schulden. Leopold Mozart erwähnt in einem Brief vom 13. Januar 1786 an seine Tochter Nannerl in St. Gilgen Abt Anselm Rittler und in seinem Zusammenhang auch die Verschuldung vieler Klöster.
Neben ihrer Architektur ist die Weingartener Basilika auch berühmt für die Gabler-Orgel, die zwischen 1735 und 1750 durch den Orgelbauer Joseph Gabler aus Ochsenhausen erbaut wurde. Sie verfügt über 60 Register auf 4 Manualen und Pedal sowie 6666 Pfeifen.
Da die in die Westfassade eingelassenen sechs Fenster beim Orgelbau nicht verdeckt werden durften (ähnlich wie später in Neresheim), musste Gabler eine höchst aufwendige Konstruktion und Anordnung für die Orgel um die Fenster herum entwickeln. Die technische Bewältigung dieses Projekts gilt bis heute als orgelbauerische Meisterleistung.

### Münstervorplatz
Der Münstervorplatz grenzt im Westen an die Basilika. Am Südende ihrer Barockfassade steht ein Rest der romanischen Vorgängerkirche. Beim Abbruch von 1715 ließ man die Südwand des rechten Seitenschiffs bewusst stehen, um an das alte Gotteshaus zu erinnern, das seit 1124 das Leben im Kloster fast sechshundert Jahre lang prägte.

### Konvent
Der Konvent mit Kreuzgang und Klausur ist ein für die Öffentlichkeit gesperrter Bereich, der bis 2010 dem mönchischen Leben vorbehalten war. Nach der Schließung des Konvents übernahm im Juli 2010 die Diözese Rottenburg-Stuttgart diesen Gebäudeteil als Mieter. Im Mai 2011 hatte die Priestergemeinschaft Sankt Martin Interesse an der Übernahme der ehemaligen Räumlichkeiten des Konvents bekundet. 2014 bis 2016 diente das Gebäude als Erstaufnahmestelle für Flüchtlinge.

### Akademie
Die Akademie der Diözese Rottenburg-Stuttgart beheimatet Tagungsräume und Gästehäuser.

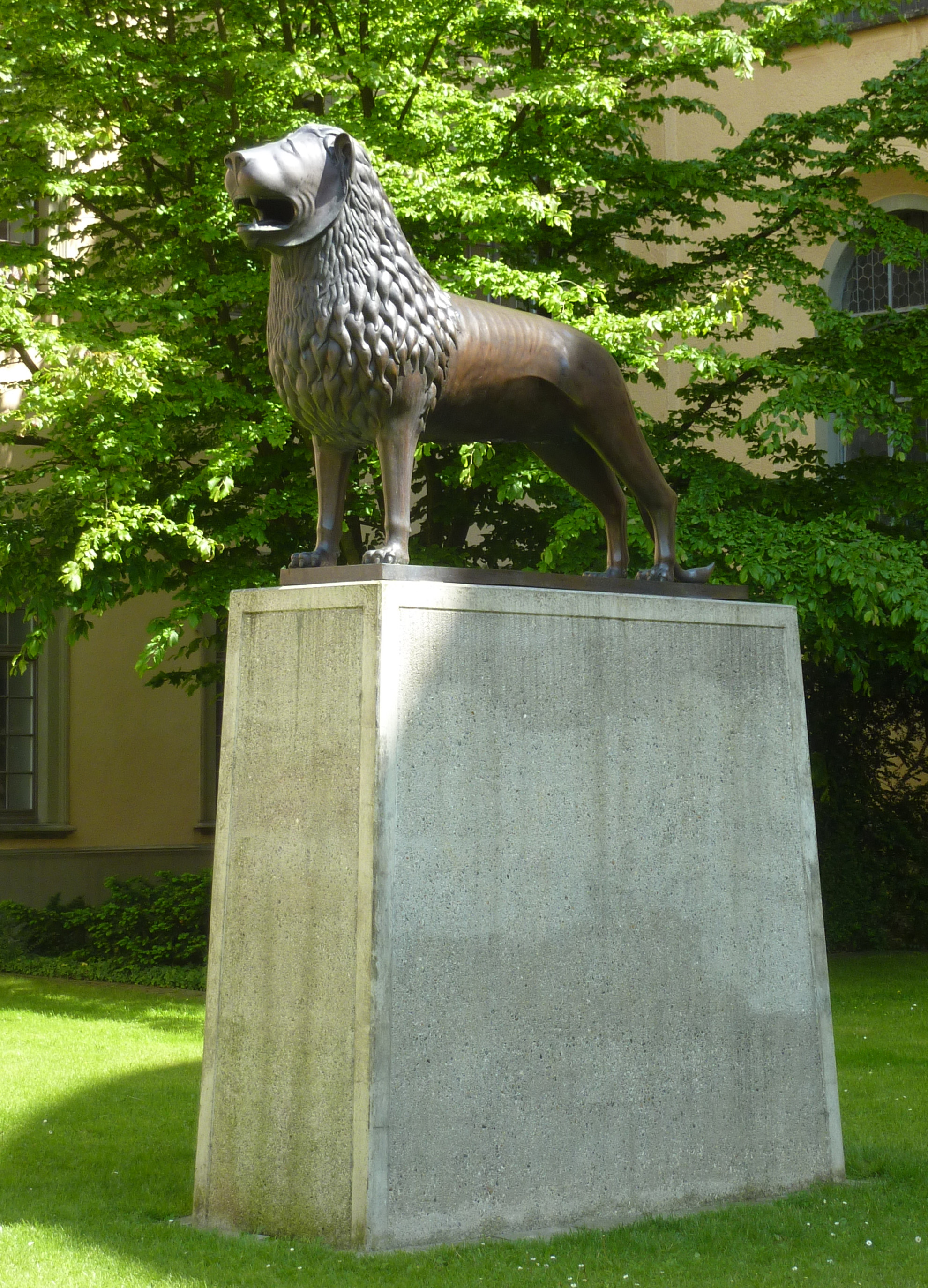
Kopie des Braunschweiger Löwen

### Innenhof
Im nördlich an die Basilika angrenzenden Innenhof steht seit 1999 eine Kopie des Braunschweiger Löwen. Das Wappentier der Welfen erinnert daran, dass Altdorf vom 9. bis 11. Jahrhundert der Stammsitz dieses Adelsgeschlechts war. Das Denkmal wurde vom Zweckverband Oberschwäbische Elektrizitätswerke (OEW) gestiftet.

### Pädagogische Hochschule
Die Pädagogische Hochschule Weingarten hat in der Klosteranlage ihre Verwaltung untergebracht. Zudem befinden sich noch Hörsäle in diesem Flügel.

### Pfarrhaus
Des Weiteren gehört zum Klosterkomplex das Pfarrhaus der Basilika-Gemeinde; diese wird seit 2007 von einem Priester der Diözese Rottenburg-Stuttgart geleitet. Über Jahrzehnte war zuvor ein Mönch der Abtei auch Pfarradministrator der Kirchengemeinde.

## Heilig-Blut-Reliquie
Die Heilig-Blut-Reliquie ist ein mit 65 Edelsteinen besetztes goldenes Doppelkreuz, mit einem gläsernen Röhrchen als Kern. Die Reliquie enthält der Überlieferung nach einen Tropfen vom Blut Jesu Christi mit Erde vermischt und ist ein Teil der Hl.-Blut-Reliquie von Mantua. Sie gehört nicht dem Benediktinerorden und bleibt nach der Konventsschließung in der Basilika. Die Reliquie ist im Hauptaltar in einem Tresor eingeschlossen. Bis auf drei Meter Distanz dürfen Besucher der Basilika an den Heilig-Blut-Altar treten, der hinter einer Glasscheibe die auf einem roten Samtkissen liegende Heilig-Blut-Reliquie zeigt. Sie wird jährlich am Blutfreitag (nach Christi Himmelfahrt) in einer Reiterprozession, dem Blutritt, durch Stadt und Flure getragen. Im Museum für Klosterkultur der Stadt Weingarten wird die reiche Geschichte der Reliquie aufgezeigt, sowie die vielen Ausdrucksformen der Verehrung anhand von Andachtsbildern, Hl.-Blut-Abbildungen und diversen Devotionalien.
Durch die Reliquie geweihtes Öl ist als Heilig-Blut-Öl bekannt und wird vor Ort verkauft.

## Trivia
Das Kloster Weingarten ist Gegenstand der Folge 61 der Fernsehserie Geschichte im Südwesten.